# Het vreugdevuur der ijdelheden
Het vreugdevuur der ijdelheden (oorspronkelijke titel: The Bonfire of the Vanities) is een roman van de Amerikaanse schrijver Tom Wolfe. Het is diens eerste roman, uit 1987. Het verhaal is een drama over ambitie, racisme, sociale klassen, politiek en hebzucht in het New York van de jaren 80.
De titel is een verwijzing naar het middeleeuwse vreugdevuur van de ijdelheden in Florence onder Girolamo Savonarola.
Het boek werd verfilmd, zie The Bonfire of the Vanities.

## Verhaal
De hoofdpersoon, Sherman McCoy, WASP, is een succesvol beursmakelaar in Manhattan (New York).  Op een dag rijdt hij met zijn dure Mercedes en zijn minnares, Maria, verloren in stad.  Zij belanden in de voor hen totaal onbekende Bronx.  Daar hebben zij een bizar incident met twee zwarte jongeren.  Het heeft er de schijn van dat zij een wegversperring opgezet hadden.  Als de Mercedes, met Maria achter het stuur, razendsnel wegrijdt, raken zij iets.  Later zal blijken dat een van beide scholieren levensgevaarlijk gewond is.
Het voorval krijgt geleidelijk aan meer en meer weerklank.  De pers, de burgemeester die moet herkozen worden, en allerlei actiegroepen, zij zien er allemaal wel brood in.  Ook de mediageile procureur wil aantonen dat rijke, blanke Amerikanen niet boven de wet staan.  McCoy is bij voorbaat veroordeeld.  Door zijn onhandig optreden, te beginnen met het feit dat hij het incident niet aangegeven had, maakt hij het voor zichzelf steeds erger.
Myron Kovitsky, de rechter die McCoy uiteindelijk tegen de volkswoede in bescherming wil nemen, wordt door de afdeling Bronx van de Democratische Partij niet herkiesbaar gesteld, zo blijkt uit een "epiloog".  Het eindigt ermee dat McCoy alles kwijt is.  Zijn werkgever, zijn vrouw, zijn vriendin, iedereen laat hem vallen.  Op hem rust bovendien een astronomische schadevergoeding.